# Spoorlijn Bern - Luzern
De spoorlijn Bern - Thun is een Zwitserse spoorlijn tussen Bern (station) gelegen in kanton Bern en Luzern (station) gelegen in kanton Luzern.

## Geschiedenis
Het traject werd door de Schweizerische Centralbahn (SCB) geopend. Dit traject is onderdeel van het Schweizerische Bundesbahnen (SBB) netwerk.

## Treindiensten
Het interlokaal personenvervoer wordt op dit traject uitgevoerd door BLS.

### S-Bahn Bern
Het regionaal personenvervoer wordt op dit traject uitgevoerd door BLS.

## Aansluitingen
In de volgende plaatsen is of was er een aansluiting van de volgende spoorlijnen:

### Bern
- Mittellandlinie, spoorlijn tussen Olten en Lausanne
- Bern - Neuchâtel, spoorlijn tussen Bern en Neuchâtel
- Thun - Bern, spoorlijn tussen Thun en Bern (via Belp)
- Bern - Schwarzenburg, spoorlijn tussen Bern en Schwarzenburg
- Solothurn - Bern, spoorlijn tussen Solothurn en Bern
- Zollikofen - Bern, spoorlijn tussen Zollikofen - Bern
- Worb - Bern, spoorlijn tussen Worb - Bern

### Luzern
- Olten - Luzern, spoorlijn tussen Olten en Luzern
- Luzern - Immensee, spoorlijn tussen Luzern en Immensee
- Luzern - Lenzburg, spoorlijn tussen Luzern en Lenzburg
- Zug - Luzern, spoorlijn tussen Zug en Luzern
- Luzern - Interlaken, spoorlijn tussen Luzern en Interlaken
- Luzern - Engelberg, spoorlijn tussen Luzern en Engelberg

## Elektrische tractie
Het traject werd geëlektrificeerd met een spanning van 15.000 volt 16 2/3 Hz wisselstroom.